# Microterys ashkhabadensis
Microterys ashkhabadensis är en stekelart som beskrevs av Svetlana N. Myartseva 1980. Microterys ashkhabadensis ingår i släktet Microterys och familjen sköldlussteklar.
Artens utbredningsområde är Turkmenistan. Inga underarter finns listade i Catalogue of Life.